# ماساناو أوكي
ماساناو أوكي (باليابانية: 青木正直؛ بالكانا: あおき まさなお) هو اقتصادي ياباني، ولد في 14 مايو 1931 في هيروشيما في اليابان، وتوفي في 24 يوليو 2018. كان أستاذًا في جامعة كاليفورنيا.